# Arnulf Rainer
Arnulf Rainer (Baden, Austria; 8 de diciembre de 1929) es un pintor austriaco reconocido internacionalmente por su arte informal abstracto.
En sus primeros años, Rainer recibió la influencia del surrealismo. En 1950, fundó el Hundsgruppe (grupo de perros) junto con Ernst Fuchs, Arik Brauer y Josef Mikl. Después de 1954, el estilo de Rainer evolucionó hacia la Destrucción de las formas, con ennegracimientos, repintados y enmascaramiento de ilustraciones y fotografías, dominando su trabajo posterior. Estaba cercano al Accionismo vienés, presentado body art y pintura bajo la influencia de las drogas.
En 1978, recibió el Gran premio nacional de Austria. En ese mismo año, y en 1980, se convirtió en el representante austriaco en la Bienal de Venecia, en 1981 recibió el Premio Max Beckmann. Desde 1981 hasta 1995, Rainer mantuvo el cargo de profesor en la Academia de Bellas Artes de Viena - el mismo lugar donde había dejado sus propios estudios, después de tres días, insatisfecho.
Sus obras pueden verse en el MoMA y en el Museo Guggenheim. Como culminación de la estima por su obra, en 2009 se inauguró el Arnulf Rainer Museum en Baden, junto a Viena.